# Цецинська фортеця
Цецинська фортеця (рум. Cetatea Țețina, пол. Twierdza Cecina) — середньовічна укріплена фортифікаційна споруда,  залишки якої знаходяться на вершині гори Цецино (західна околиця Чернівців).

Збудована у XIV ст. Петру II на місці руського городища (ХІ—ХІІІ), яке у «Списку руських міст далеких і близьких» згадується як Чечюнь.

Протягом кін. XIV-поч. XV століть адміністративний центр Цецинської волості Шипинської землі, що у цей період була предметом територіальних суперечок між Королівством Польським та Молдовським воєводством.

Перша письмова згадка — 1395, остання — 1456.

Сьодні має статус пам'ятки археології місцевого значення Чернівців (ох. № 431).

## Етимологія
У документах того періоду город згадується у різному звучанні: Цецин (1395); Цьцина (1479, 1481); Чечюнь, Нечюнь (кін. XIV ст.), Цецунь (1433). 
Джерела XIX ст. — поч. XX ст. зафіксовують форму жіночого роду: Цецина. А в сьогоднішньому мовленні чернівчан набирає, не без впливу російськомовного середовища, форма середнього роду: Цецино.
Структура цього топоніма виказує в ньому архаїчне утворення: на думку мовознавця Д. Г. Бучка, в основі назви лежить скорочена форма від якогось складного праслов'янського чи давньоруського імені — наприклад Цецерад, за аналогією Хотень від Хотько, Хотимир, Хотислав.

## Чечунське городище
Археологічні дослідження дають підстави стверджувати, що на Цецинській горі в Х—ХІІІ ст. існувало руське городище, яке займає сильно видовжений майданчик площею до 1 га.

Залишки його дерев’яно-земляних укріплень зберіглися до сьогодні.

На думку окремих дослідників городище Чечунь, як укріплення для постійного перебування гарнізону для охорони південно-західних рубежів Русі та утримання завойованих територій, було засноване Володимиром Святославовичем після успішного «хорватського походу» (992—993) неподалік зруйнованого хорватського міста.

## Цецинська волость
Фортеця була адміністративним центром Чечунської волості («дєржави») Шипинської землі, якою керував Староста («дєржавець»). Можливо, що саме сюди після зруйнування Черну переселилась військово-феодальна верхівка майбутніх Чернівців.
До нашого часу дійшли й імена комендантів Цецинської фортеці: пана Хотька Цяциньского (1404), пана Щефула Цецюнского (1440), — які управляли адміністративною одиницею, відомою з грамот як «Цъциньска дєржава» (волость).
Після Петра Мушата в 1392 р. на молдовський престол сів брат Петра Роман, а після того, як він утратив престол до влади прийшов Штефан І, але наприкінці 1394 р. угорський король Сігізмунд напав на Молдову і заставив Штефана скласти присягу вірності, і платити Угорщині данину. Після цієї події молдовські бояри звернулися до Ягайла з грамотою, в якій запевняють його, що Штефан готов у кожну хвилину скласти присягу вірності польському королю на зразок своїх попередніх, та що про Коломию, Снятин, Покуття він ні словом не згадує, а що торкається Цецина і Хмелева, то це питання повинен вирішити король на свій погляд при особистій зустрічі.
23 вересня 1436 р. син Олександра Доброго Іліаш пише молодому королю Владиславу грамоту, в якій заявляє, що повертає Шипинську землю, яку Молдова отримала від Польщі, разом з фортецями в Цецині, Хотині і Хмелеві зі всіма маєтностя.

## Подальша доля
Залишки фортеці розташовані на горі Цецино, неподалік від західної околиці Чернівців (мікрорайон Роша). У 1908 році тут уперше були вивчені руїни сторожової вежі (датована XIV ст). Укріплення складалося з кам'яної вежі (донжон) діаметром 20 метрів та дерев'яно-земляних стін, що огороджували центральний майданчик і прикривали фортецю зі сходу та заходу.
Фортеця на горі Цецино проіснувала до 2-ї половини XV ст, а потім була зруйнована.